# Șișcani, Vrancea
Șișcani este un sat ce aparține municipiului Adjud din județul Vrancea, Moldova, România.